# 烏の北斗七星
「烏の北斗七星」（からすのほくとしちせい）は、宮沢賢治の童話のひとつ。童話集『注文の多い料理店』に収録されている。
カラスの群れから着想を得て、一羽一羽を軍艦および軍人に見立て、山烏との間の戦争やこれに翻弄される男女の姿などがつづられている。

## あらすじ
何十羽という集団で大艦隊を形成するカラス達。今日も寒空の中、演習が続く。その艦隊を統率する「烏の大尉」は、艦隊中でもいちばん声のいい「砲艦」と許婚であった。
しかしある夜、大尉は許婚に、じきに山烏との大きな戦闘があること、万が一戻らないこともあることを告げる。これを聞き、許婚はひどくうろたえるのであった。

## 登場人物
大尉（艦隊長）
本編の主人公。烏の軍隊を統率する指揮官。
大尉の許嫁
砲艦の一人。
大監督（大艦長）
烏の軍隊の最長老。あまりに長い間、艦隊長として声を振り絞ってきたために、すっかり声が嗄れている。
兵曹長
大尉の部下の一人。
山烏
主人公らにとっての敵勢力。体が大きく、目が出ている。
その他艦隊
戦闘艦、巡洋艦、砲艦、駆逐艦などがいる。

## 評価など
鳥に姿を借りてはいるが、賢治には数少ない「戦争」を題材とした作品としてしばしば言及される。『きけ わだつみのこえ』に掲載された戦没した学徒兵・佐々木八郎の手記で本作が取り上げられていることはよく知られる。また太平洋戦争後のGHQ占領下時代は検閲によってこの物語は発禁扱いとされた。